# Chronická mukokutánní kandidóza
Chronická mukokutánní kandidóza (CMC z angl. chronic mucocutaneous candidiasis) je onemocnění charakterizované přetrvávající či opakující se symptomatickou infekcí mukózních povrchů kvasinkami rodu Candida, zejména Candida albicans. Tato infekce se nejvíce projevuje v oblasti dutiny ústní, kůže a nehtů. Klinicky se infekce vyznačuje tvorbou bělavého povlaku na ústní sliznici (moučnivka), zarudnutím kůže a vznikem opruzenin či záněty nehtového lůžka (paronychium). Tyto klinické projevy jsou v průběhu infekce proměnlivé. Kvasinky rodu Candida jsou u zdravých jedinců součástí komenzální mikrobioty a jejich přítomnost v těle je asymptomatická. Příčiny propuknutí chronické infekce mohou být velmi různorodé, většinou však souvisí s poruchami funkce imunitního systému a dysbiózou mikrobioty mukózních povrchů.
CMC je jedním ze tří hlavních symptomů doprovázejících syndrom APS-1 (Autoimunitní polyendokrinní syndrom typu 1), kterým trpí pacienti s mutacemi v genu kódujícím protein autoimunitní regulátor (AIRE). CMC také často doprovází imunosupresivní stavy, jako je infekce virem HIV, diabetes, či léčbu cytokinovými blokátory, antibiotiky nebo kortikosteroidy.

## Imunitní mechanismy asociované s rozvojem CMC
CMC je asociována s poruchou imunitní odpovědi typu Th17 a poruchou tvorby efektorových cytokinů IL-17 a IL-22, které jsou klíčové v obraně proti kvasinkovým infekcím. Je známo několik defektů mechanismů imunitního systému, které mohou vést k rozvoji CMC.

### Rozpoznávání kandidové infekce
PAMPs kvasinek rodu Candida jsou rozpoznávány PRRs buněk vrozené imunity. Mutace v receptoru Dectin-1 a signalizační molekule CARD9, které jsou důležité pro rozpoznání a signalizaci kvasinkových infekcí byly zjištěny u pacientů trpících CMC, ale také obecně kvasinkovými onemocněními. Zejména CARD9 mutace mohou vést i k více invazivním formám infekce C.albicans, včetně infekcí centrální nervové soustavy. Defektivní signalizace přes Dectin-1, CARD9 má za důsledek také narušenou Th17 diferenciaci.

### AIRE
Mutace v genu pro autoimunitní regulátor (AIRE) vedou k poruchám centrální imunitní tolerance a klinicky se manifestují rozvojem syndromu APS-1, jednou z hlavních charakteristik tohoto syndromu je právě výskyt CMC. Pacienti s APS-1 mají narušenou produkci klíčových efektorových cytokinů IL-17, IL-22. Přítomnost těchto cytokinů v sérech pacientů je snížena, a navíc se u nich vyskytují neutralizující auto-protilátky proti těmto cytokinům, které blokují jejich funkce. Obrana proti kvasinkové infekci je tak neúplná a vede k rozvoji chronické kandidózy.

### IL-17
Pacienti s mutacemi v genech pro IL-17 receptor nebo IL-17 cytokiny jsou citliví k rozvoji CMC, což poukazuje na důležitost IL-17 signalizace v obraně proti tomuto onemocnění.

### STAT1
Pacienti s mutacemi v genu pro transkripční faktor STAT1, zejména gain-of-function mutacemi, kromě jiných bakteriálních a virových onemocnění velmi často trpí CMC. Změny ve STAT1 funkci vedou k narušené IL-6 a IL-21 signalizaci přes další transkripční faktor STAT3, a to má za následek sníženou diferenciaci nezkušených CD4+ T buněk na Th17 fenotyp.

### STAT3
Pacienti s mutacemi v genu pro transkripční faktor STAT3, zejména loss-of-function, trpí hyper IgE syndromy (HIES) a také CMC. STAT3 signalizace je důležitá pro Th17 diferenciaci a pacienti se STAT3 deficienty mají snížené nebo až úplně chybějící Th17 buňky. Další molekulou asociovanou s rozvojem CMC je faktor ZNF341. ZNF341 reguluje transkripci STAT3, a proto se jeho mutace klinicky projevují podobně jako STAT3 mutace, a to tedy přítomností HIES, CMC a sníženým počtem Th17 buněk.

### RORC
RORγt kódovaný genem RORC je hlavním transkripčním faktorem Th17 diferenciace. Pacienti s deficientním RORγt mají snížené počty Th17 buněk a jsou citliví k rozvoji CMC. RORγt je také důležitý pro imunitní opověď založenou na IFNγ a proto kromě citlivosti k CMC pacienti s mutacemi v RORγt trpí také častými infekcemi bakteriemi rodu Mycobacterium.

## Léčba CMC
V současnosti je nejrozšířenější využívanou léčbou CMC léčba antimykotiky jako je například flukonazol. V případě CMC způsobené vrozenými mutacemi je však tato léčba pouze symptomatická. Pro kauzální léčbu CMC jsou nutné cílené terapie defektních mechanismů. U CMC způsobené CARD9 mutací byla zaznamenána úspěšná léčba cytokinem GM-CSF, který stimuluje produkci bílých krvinek (granulocytů a monocytů). Další zaznamenané úspěšné terapie byly provedeny inhibitory histon-deacetyláz či transplantací hematopoetických kmenových buněk.